# Transformer - Zone - Shin sōshireikan Daiatlas tōjō!
Transformer - Zone - Shin sōshireikan Daiatlas tōjō! (トランスフォーマー Z 新総司令官ダイアトラス登場!?, Toransufōmā - Zōn - Shin sōshireikan Daiatorasu tōjō!) è un OAV giapponese diretto da Hiromichi Matano. Inizialmente Transformer - Zone sarebbe dovuta essere una serie televisiva, ma alla fine è uscito solo il primo episodio (intitolato, appunto, Shin sōshireikan Daiatlas tōjō!, ovvero "Appare il grande comandante Daiatlas"), pubblicato direttamente in VHS il 21 luglio 1990 e in DVD il 21 aprile 2004.
È uscito anche un doppiaggio in inglese non ufficiale realizzato da TFCog.com nel marzo 2004, mentre è inedito in lingua italiana.

## Personaggi
- Daiatlas
- Sonic Bomber
- Kain
- Akira
- Emusa
- Victory Saber
- Moonradar
- Detour
- Rabbitcrater
- Whisper
- Hori
- Sunrunner
- Roadhugger
- Micro Transformer 1
- Micro Transformer 2
- Violenjiger
- Trypticon
- King Poseidon
- Menasor
- Starcloud
- Predaking
- Black Zarak
- Abominus
- Devastator
- Gunlift

## Adattamenti
Su TV Magazine (in seguito noto come Telemaga) fu pubblicato nell'aprile del 1990 una rivisitazione dell'OAV in formato manga.

## Sigle
- Sigla di apertura:

Transformer - Zone no  tēma (トランスフォーマーＺのテーマ Toransufōmā Zone no tēma)
- Sigla di chiusura:

Ashita no kimi e (未来の君へ)